# منى المنجد
منى صلاح الدين المنجد كاتبة سعودية حاصلة على شهادة الدكتوراة في علم الاجتماع من جامعة جورج واشنطن في الولايات المتحدة، وشهادة الماجستير في علم الاجتماع من جامعة نيويورك.
هي أيضا رسامة محترفة، تعلمت الرسم على الحرير في باريس. كما أقامت عدة معارض للرسم.
وقد ساهمت في العديد من المجلات النسائية والصحف في العالم العربي. وعملت لدى العديد من الوكالات في الأمم المتحدة وأخذت على عاتقها مختلف المهمات الإنسانية في الوطن العربي.
إلى ذلك، عملت أيضا كمستشارة في منظمة الزراعة والطعام، بالإضافة إلى الصندوق الدولى للزراعة والتنمية في روما. هي أيضا المستشارة الخاصة للنساء العاملات في منظمة العمل الدولية في جنيف. وتعمل حاليا مع اللجنة الاجتماعية والاقتصادية لدى الامم المتحدة لغرب أسيا في بيروت.

## أهم المؤلفات
لدى السيدة منى المنجد العديد من الأعمال، كان أشهرها كتاب «النساء في المملكة العربية السعودية اليوم»، و «معنى وأهمية الأسماء العربية للبنات في العالم العربي». هذا وبالإضافة إلى مقالات وأبحاث مختلفة قد نشرت في الصحف والمجلات العربية.
ساهمت المنجد في إلقاء الضوء على دور نساء السعودية في المجتمع من خلال كتاباتها، كما تشير في مقدمة كتابها «النساء في المملكة العربية السعودية اليوم»، أنها لدى عودتها إلى السعودية بعد إقامة بين الولايات المتحدة وأوروبا، بدأت تتساءل عن وضع المرأة العربية بشكل عام والمرأة السعودية بشكل خاص. فتشير إلى أن تصور الغرب لدور المرأة العربية عموما والسعودية خصوصا يشوبه تشويه منحاز بسبب الفوارق الثقافية الكبيرة بين البيئتين الغربية والشرقية. وقد زادته سوءا النزاعات السياسية في منطقة الشرق الأوسط.
وتؤكد أيضا أنه تقع على عاتق المرأة العربية المسلمة مسؤولية تصويب هذه الصورة وتحويلها صورة ايجابية تمثل المرأة السعودية من خلال إظهار التطور الذي شهده وضع المرأة، وأنه لابد من رفع صوت المرأة السعودية ولابد أيضا من سماعه، وارتأت أن توصل إلى مسامع قرائها بعض الأصوات النسائية السعودية من خلال كتابها «المرأة السعودية تتكلم» وهو الكتاب الأول الذي ينفرد بتقديم تصور واضح ومنفتح لدور المرأة السعودية.
وقد قدمت منى المنجد عدة صور للمرأة السعودية من خلال نخبة من النساء السعوديات المثقفات والبارزات في مجال الأعمال وعلى مستوى الأنشطة الاجتماعية أيضا. وتضم هذه النخبة 24 امرأة من بينهن صاحبة السمو الأميرة الراحلة عفت بنت محمد عبد الله آل ثنيان.
وقد حرصت على تقديم تلك النخبة التي تتراوح أعمارهن بين 40 و80 سنة، لتقوم كل منهن وتروي أحداث الماض التي ساهمت في تكوين ملامح طفولتهن، حياتهن ومسيرتهن المهنية، كما يقمن بالإفصاح عن لحظات قيمة من الحاضر. وقد اعتبرت منى المنجد من خلال تلك المقابلات أن هذه النخبة من النساء تساهم في تكوين معالم الجيل الجديد في مجتمع المملكة العربية السعودية من خلال ثقافتهن وعلمهن وموهبتهن. لذلك فالمرأة السعودية هي المحرك الأساسي لتجدد المجتمع. كما أنهن من النساء اللواتي استطعن تخطي الحواجز والقيود التي فرضتها التقاليد الصارمة على المرأة ليتمكنّ من تطبيق قناعتهنّ من تحقيق الذات. كما أن كل منهن نموذجٌ للمرأة السعودية التي حققت النجاح في أن تجمع بين شخصيتها وتفاعلها في المجتمع مع الحفاظ على التقاليد.
كل فصل من الكتاب هو حوار مع إحدى النساء السعوديات الأربع والعشرين، يعرض آراءهن وموقفهن من الحياة ونمطها. واستندت المنجد في انتقاء تلك السيدات إلى تحصيلهن العلمي ومهنتهن ودورهن البارز اجتماعياً واقتصادياً ومساهمتهن الايجابية في المجتمع السعودي. ولم تعتمد خلال الحوارات اسئلة محددة، بل تركت المقابلات مفتوحة امام اسئلة تتعلق بخلفيتهن العائلية وتحصيلهن العلمي وعملهن وآرائهن حول بعض المسائل الاجتماعية. ولاحظت الكاتبة ان على رغم مشاركتهن الانتماء العربي والإسلامي والوطني، وعلى رغم اجتماعهن حول القيم والتقاليد الثقافية والاجتماعية نفسها، إلا انهن يتمايزن في الرأي والتوجه.

## الجوائز والانجازات
نالت السيدة منى المنجد جائزة هيئة الأمم المتحدة للقرن الواحد والعشرين عام 2004، وذلك تقديرا لمساهمتها الفعالة في إنتاجها الفردي لمشروع «تفعيل دور مؤسسات الرعاية الاجتماعية النسائية في المملكة العربية السعودية» (الإسكوا).
كما حصلت على المركز التاسع في قائمة أقوى 100 امرأة عربية لعام 2013 وفقا لتصنيف مجلة CEO الشرق الأوسط. وقد احتلت المرأة السعودية صدارة القائمة، وتوزعت نشاطاتهن على البنوك والتمويل والعمل الحكومي، إضافة للثقافة والمجتمع والعلوم، فضلا عن الإعلام والبناء والصناعة.